# Mieczysława Moder
Mieczysława Moder, po mężu Martynowska (ur. 1 stycznia 1922 w Pabianicach, zm. 14 września 2017) – polska lekkoatletka, (sprinterka, wieloboistka), multimedalistka i wielokrotna mistrzyni Polski i reprezentantka kraju.

## Życiorys
Specjalizowała się w biegu na 60 metrów, 100 m, 200 m oraz w skoku w dal i w wielobojach lekkoatletycznych. Była zawodniczką Sokoła Pabianice (1932-1939), ŁKS Łódź (1945-1946) AZS Łódź (1947-1949) oraz Budowlanych Gdańsk (1950-1952). Ukończyła Wyższą Szkołę Gospodarstwa Wiejskiego w Łodzi (1949).
Jesienią 1949 rozpoczęła pracę w Gdyni. Siedem lat później wyszła za mąż i prowadziła wspólnie z mężem gospodarstwo rolne w Pucku.
Reprezentowała Polskę na mistrzostwach Europy w 1946 (odpadła w eliminacjach biegu na 100 m, z czasem 13,0, w półfinale biegu na 200 m, z czasem 26,2, w sztafecie 4 x 100 m zajęła 6. miejsce z czasem 50,6 (ze Stanisławą Walasiewicz, Ireną Hejducką i Jadwigą Słomczewską) oraz akademickich mistrzostwach świata w 1949 (w sztafecie 4 x 100 m zajęła 4. miejsce, z czasem 50,6 - z J. Słomczewską, Marią Adamską i Heleną Gburek, w skoku w dal 10. miejsce, z wynikiem 5,21, w biegu na 100 m odpadła w eliminacjach, z czasem 12,8)
Na mistrzostwach Polski seniorów na otwartym stadionie zdobyła dwadzieścia siedem medali, w tym szesnaście złotych, osiem srebrnych i trzy brązowe; w biegu na 60 m - złoto (1947, 1949) oraz srebro w 1946; w biegu na 100 m - złoto (1947, 1948, 1949, 1950), srebro w 1946 oraz brąz w 1951; w biegu na 200 m - złoto w 1947 oraz srebro (1946, 1951); w skoku w dal - złoto (1948, 1949, 1950) oraz srebro (1946, 1947); w skoku w dal z miejsca - złoto w 1947 oraz brąz w 1946; w biegach sztafetowych: 4 x 100 m - złoto w 1945 oraz 1951 i brąz w 1946, w sztafecie szwedzkiej i w sztafecie olimpijskiej - złote medale w 1950; w trójboju lekkoatletycznym - złoto w 1951, w pięcioboju lekkoatletycznym - srebro w 1946 i 1951.
Na zimowych mistrzostwach Polski wywalczyła pięć medali, w tym dwa złote, dwa srebrne i jeden brązowy: złoty w biegu na 60 m (1948), złoty w skoku w dal (1948), srebrny w sztafecie 4 x 50 m (1950), srebrny w sztafecie 4 x 100 m (1951) oraz brązowy w biegu na 50 m (1950).
Rekordy życiowe:
| Konkurencja        | Data i miejsce             | Wynik |
| ------------------ | -------------------------- | ----- |
| bieg na 100 metrów | 10 września 1951, Warszawa | 12,5  |
| bieg na 200 metrów | 10 września 1951, Warszawa | 26,5  |
| skok w dal         | 15 sierpnia 1950, Kraków   | 5,27  |